# Pala dei Fornai
La Pala dei Fornai è un dipinto a olio su tela sagomata (318×152 cm) di Francesco Savanni, datato 1753 e conservato nella chiesa di San Giuseppe di Brescia, al secondo altare sinistro.

## Storia
Il dipinto viene commissionato al Savanni dal Paratico dei fornai che, in data 18 gennaio 1753, spedisce una supplica ai monaci di San Giuseppe per ottenere l'altare dove collocarlo. Il documento è conservato negli Annali del monastero, tramite il quale è ricostruibile la vicenda:
(Archivio storico di Brescia, Fondo di Religione, Registro n. 97.)
La supplica viene esaudita e la pala eseguita nello stesso 1753. Sopravvissuta alle requisizioni sistematiche della Repubblica Bresciana del 1797 e alle successive ottocentesche, la tela si trova ancora nella sua collocazione originale.

## Descrizione
La pala presenta un notevole affollamento di soggetti, conseguenza degli accordi stipulati con la supplica, dove oltre al santo protettore Guglielmo da Vercelli, raffigurato in basso mentre distribuisce il pane ai poveri, si possono trovare una moltitudine di santi e sante dell'Ordine francescano in adorazione della scena superiore, con la presentazione di Maria al Padre Eterno da parte di sant'Anna, il tutto sovrastato dalla colomba dello Spirito Santo.
La rappresentazione si svolge per la maggior parte tra le nubi ed è completata da alcuni angioletti frapposti alle figure dei santi. La tela è firmata e datata in basso a sinistra, su un lembo della veste del povero: "FRANC:US SAUANI / FECIT 1753".

## Stile
La composizione è di difficile esecuzione, soprattutto per la grande quantità di figure che il Savanni si trova a dover posizionare nello spazio ridotto e in una grande varietà di atteggiamenti. La dura prova porta comunque a un esito piacevole ma mancante di profondità, tanto che la composizione appare quasi bidimensionale e le distanze tra i piani risultano appiattite.
Il Savanni ripropone qui i riferimenti artistici a cui sempre guarderà nella sua produzione, cioè Giovanni Battista Piazzetta e Giambattista Pittoni, quest'ultimo recuperato però in una chiave coloristica più sommessa. Il dover rappresentare santi e sante nei loro abiti monacali, con conseguente prevalenza di tonalità scure, costringe il pittore a un'armonizzazione tonale mediante delicate sfumature, non rinunciando però a vivaci inserti cromatici di bianco, rosso, verde e violetto, rilevabili in più punti.
Secondo Gaetano Panazza e Camillo Boselli (1946), il dipinto è paradigmatico della produzione del Savanni, che rimarrà sempre orientato verso quella che i due critici definiscono "aurea mediocrità".